# 楠瀬佳子
楠瀬 佳子（くすのせ けいこ、1945年1月 - ）は、日本のアフリカ文学者、京都精華大学名誉教授。
高知県生まれ。1967年神戸市外国語大学英米学科卒業、1971年同大学院修士課程修了。1987年関西女学院短期大学経営学科教授、1990年京都精華大学人文学部教授。1998年NIRA(総合研究開発機構)東畑精一記念賞受賞。2015年京都精華大学定年退職、同大学名誉教授。

## 著書
- 『南アフリカを読む 文学・女性・社会』（第三書館） 1994.3
- 『ベッシー・ヘッド拒絶と受容の文学 アパルトヘイトを生きた女たち』（第三書館） 1999.2
- 『わたしの南アフリカ ケープタウン生活日誌から』（第三書館） 2010.6

## 共編著
- 『ひとの数だけ文化がある 第三世界の多様性を知る』（洪炯圭共編、第三書館） 1999.3
- 『「わたし」を生きる女たち 伝記で読むその生涯』（三木草子共編、世界思想社） 2004.9
- 『ブブゼラ! 90分でわかる南アフリカ&ワールドカップ』（熊崎敬,金丸知好共著、第三書館） 2010.2
- 『ノーベル文学賞にもっとも近い作家たち いま読みたい38人の素顔と作品』（共著、青月社） 2014.9： グギ・ワ・ジオンゴを担当

## 翻訳
- 『十時十分前の男』（カン・テンバ（英語版）、宮本正興共訳、鷹書房、現代アフリカ文学短編集3） 1977.11
- 『ニャンガの昔話』（ダニエル・ビーブイック,カホンボ・C・マテエネ編、風呂本惇子共訳、同朋舎出版） 1983.2 (アフリカ昔話叢書)
- 『アリス・ウォーカー短篇集 愛と苦悩のとき』（アリス・ウォーカー、風呂本惇子共訳、山口書店） 1985.5
- 『精神の非植民地化 アフリカのことばと文学のために』（グギ・ワ・ジオンゴ、宮本正興共訳、第三書館） 1987.6
- 『女が集まる 南アフリカに生きる』（ベッシー・ヘッドほか、山田裕康共編訳、現代企画室） 1990.5
- 『ネルソン・マンデラ伝 こぶしは希望より高く』（ファティマ・ミーア、明石書店） 1990.10
- 『ドナルド・ウッズのアパルトヘイト問題入門』（天笠啓祐共訳、第三書館、イラスト・ノート） 1990.9
- 『二つの世界のはざまで メトロポリタン商会のミュリエル』（ミリアム・トラーディ（英語版）、新水社） 1990.1
- 『原発と核のない国ニュージーランド 写真集』（ギル・ハンリーほか、近藤和子共訳、明石書店） 1993.7
- 『マル 愛と友情の物語 』（ベッシー・ヘッド、学芸書林） 1995.2
- 『南アフリカの女たち 闘争と亡命の語り / 南部アフリカにおける女たちの声 歴史の書き換え』 （テルマ・ラヴェル＝ピント / レロバ・モレマ、国立民族学博物館地域研究企画交流センター） 2004.4
- 『モーツァルト・レクイエムの悲劇』（ダニエル・N・リーソン、江口英子共訳、第三書館） 2007.12